# 1900년 하계 올림픽 골프 남자 개인
1900년 하계 올림픽 골프 남자 개인은 프랑스 파리에서 개최된 1900년 하계 올림픽의 경기 종목이다. 1900년 10월 2일에 콩피에뉴 골프에서 진행되었다. 4개국에서 12명의 선수가 참가하였다. 경기는 2라운드, 36개의 홀로 진행하였다.

## 경기장
| 도시 | 경기장          | 영어명              |
| ---- | --------------- | ------------------- |
| 파리 | 콩피에뉴 골프장 | Compiègne Golf Club |

## 경기 결과
| 순위 | 선수                        | 1라운드 | 2라운드 | 총점 |
| ---- | --------------------------- | ------- | ------- | ---- |
| 1    | 찰스 샌즈 (USA)             | 82      | 85      | 167  |
| 2    | 월터 러더퍼드 (GBR)         | 불명    | 불명    | 168  |
| 3    | 데이비드 로버트슨 (GBR)     | 불명    | 불명    | 175  |
| 4    | 프레더릭 테일러 (USA)       | 불명    | 불명    | 182  |
| 5    | H. E. 동트 (FRA)            | 불명    | 불명    | 184  |
| 6    | 조지 손 (GBR)               | 불명    | 불명    | 185  |
| 7    | 윌리엄 도브 (GBR)           | 불명    | 불명    | 186  |
| 8    | 앨버트 램버트 (USA)         | 94      | 95      | 189  |
| 9    | 아르튀르 로드 (FRA)         | 불명    | 불명    | 221  |
| 10   | A. 데샹 (FRA)               | 불명    | 불명    | 231  |
| 11   | 알렉산드로스 메르카티 (GRE) | 불명    | 불명    | 246  |
| 12   | 반 드 빙켈레 (FRA)          | 불명    | 불명    | 252  |

## 메달리스트
| 종목      | 금               | 은                   | 동                       |
| --------- | ---------------- | -------------------- | ------------------------ |
| 남자 개인 | 찰스 샌즈 · 미국 | 월터 러더퍼드 · 영국 | 데이비드 로버트슨 · 영국 |

## 참고 자료
- 국제 올림픽 위원회 - 1900년 하계 올림픽 골프 경기 결과 (영어)
- De Wael, Herman. 《Herman's Full Olympians: "Golf 1900" 발행년도=2006-01-27》. (Available electronically at  보관됨 2021-02-28 - 웨이백 머신)
- Mallon, Bill (1998). 《The 1900 Olympic Games, Results for All Competitors in All Events, with Commentary》. Jefferson, North Carolina: McFarland & Company, Inc., Publishers. ISBN 0-7864-0378-0.